# Мокродол
Мокродо́л (рос. Мокродол) — селище у складі Асекеєвського району Оренбурзької області, Росія.

## Населення
Населення — 158 осіб (2010; 184 у 2002).
Національний склад (станом на 2002 рік):
- росіяни — 50 %
- українці — 34 %